# Photoscotosia leuconia
Photoscotosia leuconia là một loài bướm đêm trong họ Geometridae.